# La Villette (slachthuis)
La Villette, ook beestenmarkt van La Villette of slachthuizen van La Villette (Frans: abattoirs de la Villette, maar ook marché aux bestiaux de la Villette) was sinds de oprichting in 1867 een Franse veemarkt en slachthuis eerst in de gemeente La Villette, na annexatie door Parijs in het Quartier of wijk Quartier du Pont-de-Flandre, samen met Quartier de la Villette in het 19e arrondissement van de Franse hoofdstad gelegen.
De slachthuizen speelden in de logistiek van de Parijse voedselmarkt een even grote rol als onder meer Les Halles.
Keizer Lodewijk Napoleon wilde evenwel ruimte in de stad creëren en als onderdeel daarvan de slachthuizen in de Parijse binnenstad liquideren. Hij gaf stedenbouwkundige Georges-Eugène Haussmann de opdracht dit uit te werken als onderdeel van de Verbouwing van Parijs. Haussman koos om meerdere reden voor een grote slachthuissite aan de rand van de stad. De beslissing tot de bouw in La Villette werd genomen in 1859. Het grote centrale slachthuis diende de plaats in te nemen van vijf kleinere slachthuizen die in 1810 door Napoleon Bonaparte waren gecreëerd om de wilde en ongecontroleerde slachtingen verspreid over de stad tegen te gaan. Die vijf waren:
- de Abattoirs de Montmartre (ook Abattoirs de Rochechouart genoemd) in het 9e arrondissement, vlak ten zuiden van Montmartre en ten zuiden van de huidige Boulevard de Rochechouart op een site waar nu het Collège et Lycée Jacques Decour gevestigd is.
- de Abattoirs de Ménilmontant (ook Abattoirs de Popincourt genoemd) in het 11e ten noorden van de rue du Chemin Vert waar nu nieuwe straten en het kleine park Square Maurice-Gardette liggen.

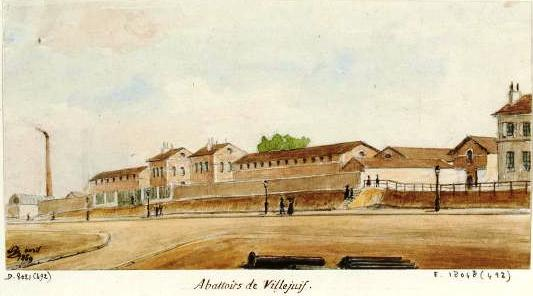
Voormalige Abattoirs de Villejuif

- de Abattoirs du Roule (ook Abattoirs de Miromesnil genoemd) in het 8e ten noorden van de latere Boulevard Haussmann aan de Place du Pérou.
- de Abattoirs de Grenelle (ook Abattoirs des Invalides of Abattoirs de Vaugirard genoemd) in het 15e ten noorden van de huidige Boulevard Garibaldi en ten westen van de Avenue de Breteuil.
- de Abattoirs de Villejuif (ook Abattoirs d'Ivry genoemd) in het 13e op een site aan de Boulevard de l'Hôpital waar nadien de École nationale supérieure d'arts et métiers zich vestigde.

Met het grote slachthuis kon men ook beter de markt overnemen van de slachthuizen van Poissy en Sceaux die mee de Parijse binnenstad bedienden. Hun impact was door toenemend transport van levend vee per trein tot in Parijs al gedaald, een groot slachthuis in Parijs met eigen treinstation maakte deze twee slachthuizen eigenlijk overbodig.
De bouw onder leiding van de architect Jules de Mérindol, geassisteerd door Louis-Adolphe Janvier, nam een aanvang in 1860 en werd zeven jaar later afgerond. Voor de aanvoer van het levend vee werden dus twee stations aangelegd, die aansloten op de Petite Ceinture. De gare de Paris-Bestiaux aan de veemarkt ten zuidoosten van het canal de l'Ourcq en de gare de Paris-Abattoirs ten noordwesten van het kanaal waar het eigenlijke slachthuis gelegen was.
Doordat het vee ook niet meer lange afstanden zelf zich moest verplaatsen, werd ook de verkoop van kalveren vanuit het platteland tot in Parijs haalbaar, en kon ook vlees van op grotere afstand tot in Parijs gebracht worden. De treinen die toekwamen in Paris-Abattoirs waren het eindstation voor het vee, van het vee dat verhandeld werd in Paris-Bestiaux ging een deel na verkoop terug de trein op voor verwerking in andere landsdelen. In het begin van de 20e eeuw kwamen elke verkoopdag (in de regel elke maandag en dinsdag) zo'n 48 treinen met tussen de 1.100 en 1.200 wagons toe, zo'n 200 wagons verlieten dagelijks ook terug gevuld het station. In de jaren die volgden steeg dit aandeel nog. De jaarlijkse omzet in La Villette liep op tot meer dan 2.700.000 dieren per jaar.
In 1949 werden de installaties als verouderd bestempeld en werd een modernisering opgestart. Dit proces sleepte tientallen jaren aan en was bijzonder geldverslindend. Bij gebrek aan financiële middelen werd het zelfs in 1967 stopgezet. Het werd een financieel schandaal dat onderzocht werd door de Franse senaat en waarvan de malversaties de geschiedenis ingingen als het scandale de la Villette.
Op 15 maart 1974 werden alle activiteiten van vee en slachting op de site stopgezet. Onder meer de Grande halle de la Villette waar de veemarkt in plaatsvond, werd behouden, en in 1979 erkend als monument historique, veel andere bouwwerken werden afgebroken en op de site herrees vijf jaar later het Parc de la Villette waarin nadien onder meer de Cité des sciences et de l'industrie en de Cité de la Musique werden ingehuldigd.

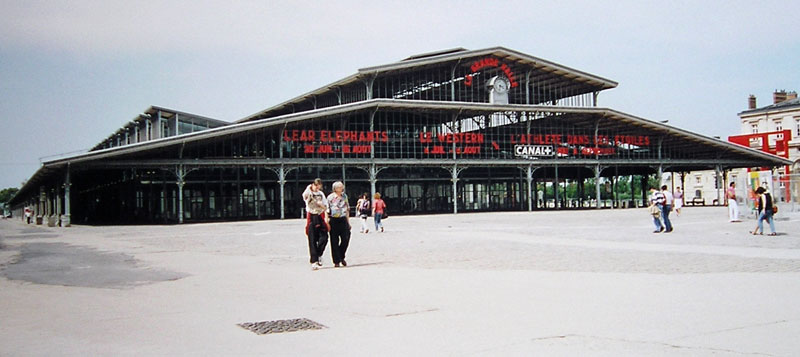
Grande halle de la Villette

De slachthuizen leven wel nog verder in foto's, romans en muziek (een nummer van Boris Vian uit 1954, Les Joyeux Bouchers, en uiteraard het nummer van Jacques Dutronc uit 1968, Il est cinq heures, Paris s'éveille waarin Dutronc vermeldt hoe het spek wordt versneden :"À la Villette on tranche le lard.")